# Cathaemacta
Cathaemacta is een geslacht van vlinders van de familie spanners (Geometridae), uit de onderfamilie Oenochrominae.

## Soorten
- C. loxomochla Turner, 1929
- C. thermistis Lower, 1894